# 拉克萊德 (伊利諾伊州)
拉克萊德（英語：La Clede）是位於美國伊利諾伊州費耶特縣的一個非建制地區。該地的面積和人口皆未知。

## 地理
拉克萊德的座標為38°52′47″N 88°42′55″W / 38.87972°N 88.71528°W，而該地的平均海拔高度為174米（即571英尺）。